# IPP Trophy 1989
L'IPP Trophy 1989 è stato un torneo di tennis facente parte della categoria ATP Challenger Series nell'ambito dell'ATP Challenger Series 1989. Il torneo si è giocato a Ginevra in Svizzera dal 31 luglio al 6 agosto 1989 su campi in terra rossa.

## Vincitori

### Singolare
Gilad Bloom ha battuto in finale  Arnaud Boetsch con il punteggio di 6–4, 6–1

### Doppio
Peter Ballauff /  Ugo Pigato hanno battuto in finale  Arnaud Boetsch /  Sláva Doseděl con il punteggio di 6–4, 6–3